# آنتونی هیلد
آنتونی هیلد (به انگلیسی: Anthony Heald) (زاده ۲۵ اوت ۱۹۴۴) بازیگر آمریکایی است.

## فیلم‌شناسی
از فیلم‌های معروف او می‌توان به بازی در فیلم ۸میلی‌متری، دلیل زندگی، برخاسته از اعماق و تصنیف جو کوچولو اشاره کرد.